# Ansells Epaulettenflughund
Ansells Epaulettenflughund (Epomophorus anselli), auch Ansell-Epaulettenflughund, ist ein Flughund der Gattung Epomophorus, welcher endemisch in Malawi vorkommt.

## Beschreibung

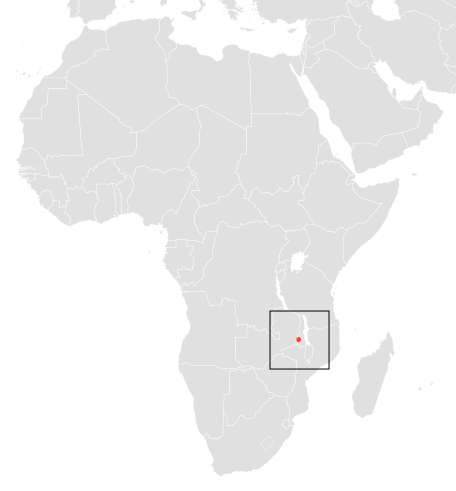
Verbreitungsgebiet

Vom Ansells Epaulettenflughund sind nur wenige Exemplare bekannt. Das Gewicht beträgt etwa 70 g, die Unterarmlänge von Männchen liegt im Mittel bei etwa 77 mm, bei Weibchen bei etwa 66 mm. Das Fell ist hell sandfarben-bräunlich. Der Sexualdimorphismus zeigt sich unter anderem an Größe und Gewicht: die Männchen sind schwerer und größer als die Weibchen. Zudem besitzen nur die Männchen die sogenannten Epauletten, also weißes Fell an den Schultern, welches zur Balz aufgestellt und präsentiert werden kann. Während Ruhephasen sind diese weißen Fellbüschel nicht sichtbar, sie können in spezielle Taschen zurückgezogen werden.

## Verbreitung
Bisher ist die Art nur aus Malawi bekannt, die gesammelten Exemplare stammen aus dem Kasungu-Nationalpark. Das Verbreitungsgebiet könnte größer sein als angenommen und sich auf die benachbarten Länder ausdehnen, dies bedarf jedoch weiterer Forschung.

## Lebensweise
Über die Ökologie von Ansells Epaulettenflughunden ist nichts bekannt, die Exemplare wurden in Miombowäldern gesammelt, die bekannten Fundstellen liegen in 1000 bis 1100 m Höhe.

## Systematik
Ursprünglich wurde E. anselli als isolierte Population des Äthiopien-Epaulettenflughunds (E. labiatus, zuerst unter E. anurus) gesehen. Aufgrund morphologischer Unterschiede wird seit 2004 E. anselli als eigene Art eingeordnet. Das Artepithon ehrt den Zoologen William Frank Harding Ansell, der die Fauna Malawis erforscht hat.

## Gefährdung
Für eine Gefährdungseinschätzung durch die IUCN ist die Datenlage ungenügend („data deficient“).